# Port lotniczy Brus Laguna
Port lotniczy Brus Laguna (hiszp. Aeropuerto de Brus Laguna; IATA: BHG, ICAO: MHBL) – port lotniczy zlokalizowany w honduraskim mieście Brus Laguna.